# 娜巴特
《娜巴特》（又譯《乃巴特》），是一部在2014年上映的阿塞拜疆電影，講述所有村民撤離村莊、只有一名老婦留下的故事，曾多次獲得電影獎項。

## 劇情
《娜巴特》的故事發生於納戈爾諾-卡拉巴赫戰爭期間。電影主角娜巴特（法特梅赫·莫塔梅德-阿爾婭飾）是一名中年農婦，她的丈夫伊斯肯傑爾（維達季·阿利耶夫飾）曾從事獵場看守，但現在卻臥病在床，他們夫婦倆的獨生子則戰死沙場，葬在山邊。伊斯肯傑爾和娜巴特住在村莊上的一所小房子，那裡沒有汽車、也沒有供電；娜巴特每天也要徒步走過山路，把家裡唯一一頭牛擠下的牛奶拿去售賣，並探視兒子的墳墓。
一天，娜巴特照常開始她一天的工作，卻發現所有村民已撤離村莊，有些建築物遭到炸燬，有些被人強行闖入；娜巴特決定不把此事告知丈夫，繼續如常生活。最初，娜巴特顯得很堅強，獨自收穫莊稼、洗滌衣物、清潔環境、清洗、處理炊事，料理被遺棄的村莊；後來，她逐漸筋疲力盡，晚上更要在棄屋裡點亮油燈，營造不孤單的感覺。

## 製作
執導《娜巴特》的耶爾欽·穆紹格盧在受訪時指出，他曾經觀賞一部電視紀錄片，片中所有人都從他們的居所撤離，只有一名老婦不願離開，因為她丈夫還在家裡，兒子也葬在附近，這個情節激發穆紹格盧創作以此為題材的作品；1991年，穆紹格盧正在製作一部紀錄片，當時阿塞拜疆國內的局勢令他再次想起敵軍來到村莊、只有一人留下的情節。穆紹格盧不想把戰爭的過程展示出來，只是想呈現戰火對小村莊的影響；他不期望《娜巴特》能夠消弭戰禍，只希望電影能促進人們思考此問題。
穆紹格盧用了數年來撰寫《娜巴特》的劇本，拍攝則耗時47天。

## 反響

### 評論
《荷里活報道》的評論指出，《娜巴特》前半部分展示娜巴特艰巨的生活規律，較為枯燥乏味，後半部分則講述所有村民已撤離村莊，顯得引人入勝；評論又讚揚飾演娜巴特的莫塔梅德-阿爾婭，因為這個角色比莫塔梅德-阿爾婭本人年紀大得多，而她能夠模仿老人的氣喘、表現老人的固執。電影網站Indiewire旗下的網誌《播放清單》認為此電影別具特色，又對電影的前半部分持正面評價。

### 獎項
| 年份   | 奖项                    | 类别                         | 結果 | 參考資料 |
| ------ | ----------------------- | ---------------------------- | ---- | -------- |
| 2014年 | 芝加哥影展              | 觀眾選擇獎                   | 提名 | [ 6 ]    |
| 2014年 | 曼海姆-海德堡國際電影節 | 曼海姆-海德堡獎              | 獲獎 | [ 7 ]    |
| 2014年 | 曼海姆-海德堡國際電影節 | 評判特別獎                   | 獲獎 | [ 7 ]    |
| 2014年 | 曼海姆-海德堡國際電影節 | 國際影評人協會獎             | 獲獎 | [ 7 ]    |
| 2014年 | 威尼斯電影節            | 威尼斯地平線單元獎           | 提名 | [ 6 ]    |
| 2014年 | 東京國際電影節          | 東京大獎賽                   | 提名 | [ 6 ]    |
| 2015年 | 費季爾國際電影節        | 最佳導演                     | 獲獎 | [ 8 ]    |
| 2015年 | 浦那國際電影節          | 特別表揚獎                   | 獲獎 | [ 8 ]    |
| 2015年 | 尼卡獎                  | 獨聯體和波羅的海國家最佳電影 | 提名 | [ 6 ]    |

除此以外，《娜巴特》也參與角逐第87屆奧斯卡金像獎的最佳外語片獎，但最終不獲提名。

## 外部連結
- 互联网电影数据库（IMDb）上《娜巴特》的资料（英文）
- YouTube上的Nabat 2014 Trailer A film by Elchin Musaoghlu